# Noi vogliam Dio, Vergine Maria
Noi vogliam Dio, Vergin Maria és un himne marià que es convertí en himne nacional dels Estats Pontificis al començament del segle xix. L'autor de la música i lletra (en italià amb elements del dialecte romà) queda anònim. Fou reemplaçat com a himne nacional el 1857 per la Gran marxa triomfal de Viktorin Hallmayer. La melodia es convertí després en una cançó litúrgica molt difosa, després de perdre la seva rellevància civil o religiosa i romandre com una peça amb profundes relacions amb el papat i el seu període de poder secular. Encara és interpretada com a cant litúrgic, especialment en les processons.